# Yaourt (chanson)
 (juillet 2008).
Pour les articles homonymes, voir Yaourt (homonymie).
Chanter en yaourt est une technique qui consiste à chanter en produisant des sons, des onomatopées, des syllabes qui font penser qu'il s'agit d'une langue réelle.

## Techniques proches du yaourt
Si le scat consiste en un jeu sur les sonorités et a un but musical propre (ce que faisaient Ella Fitzgerald ou Louis Armstrong), utilisé lors d'improvisation, le yaourt n'a pas forcément de but musical.
Le yaourt ne doit pas être confondu avec le back voicing, c'est-à-dire les parties pouvant être chantées par des choristes et étant généralement un ensemble de voyelles ou quelques mots, harmonisant un ou une partie d'un morceau.
Il se différencie également de l'utilisation de faux textes en remplacement, prévus d'avance dans un but précis. Le yaourt ne peut être qu'improvisé.[réf. nécessaire]

## Utilisation
Chanter en yaourt s'utilise à deux occasions :
- en concert (d'une simple jam session aux scènes importantes) : il est employé dans le cas où, par exemple, le chanteur oublie les paroles lors d'un concert, ou bien doit remplir un espace creux ;
- en studio d'enregistrement : lors de l'enregistrement de pistes témoins, lorsque les paroles n'ont pas été écrites alors que la mélodie a déjà été composée (elle peut aussi bien être improvisée, il s'agit alors de véritables pistes témoins, utile pour avoir un aperçu de la sonorité de l'ensemble).

Chanter sur une mélodie sans avoir de paroles précises se dit aussi « faire un monstre »[réf. nécessaire]. Par exemple, lors de la composition de Yesterday, Paul Mc Cartney n'avait pas de paroles et a d'abord commencé par chanter « Scrambled eggs… » (œufs brouillés).
Dans la Dance, la R'n'B, le Rock ou le Rap, les toplineurs dont le métier est d'écrire des mélodies vocales par dessus une instrumentation peuvent utiliser le chant en yaourt pour trouver des mélodies efficaces. Les paroles sont ensuite écrites de façon a correspondre à la mélodie.
Les sonorités de l'anglais se prêtent facilement au yaourt. Puisqu'elle est la langue principale et communément comprise dans la musique pop, l'auditeur aura plus facilement le sentiment de paroles cohérentes lors d'un concert via l'utilisation de sonorités récurrentes (yéyé, aï, yaw, woud, noï, for, si, yem, par exemple). Pour des pistes témoins, ces sonorités permettent de se rapprocher généralement de la piste finale.
Il est également possible de mélanger scat et yaourt en commençant la première partie de sa phrase sur des voyelles et en achevant sur un mot ou une sonorité anglaise. Cela donne l'illusion que le chanteur marmonne ses paroles et permet l'emploi de rimes improvisées ou non.
Dans la période yéyé, de nombreux chanteurs ont chanté en yaourt pour donner l'impression à leur public qu'ils chantaient en anglais. Jean Schultheis évoque ce phénomène dans sa chanson « Quand je chante en yaourt ».

## Dans la culture
- 1936 : Dans Les Temps modernes, Charlie Chaplin chante en yaourt français sur la chanson Je cherche après Titine.
- 1972 : La chanson Prisencolinensinainciusol d'Adriano Celentano est chantée en yaourt anglais.
- 1984 : Dans Merde in France, Jacques Dutronc chante en yaourt franco-anglais.
- 2002 : Le refrain de la chanson Aserejé de Las Ketchup est une reprise en yaourt espagnol des paroles de la chanson Rapper's Delight du groupe The Sugarhill Gang.
- 2017 : Dans Le Sens de la fête, Gilles Lellouche chante un yaourt italien.